# Antonio Lupatelli
Antonio Lupatelli pseud. Tony Wolf (ur. 1930 w Busseto, zm. 18 maja 2018 w Cremonie) – włoski rysownik, autor oraz ilustrator książek dla dzieci i młodzieży.
Jako ilustrator do książeczek dla dzieci współpracował z francuskim studiem filmowym Payot, potem z brytyjskim Domem Wydawniczym Fleetway. We Włoszech pracował dla wydawnictw Fratelli Fabbri Editore i Dami Editore.